# Legion (strategiczna gra komputerowa)
Legion – strategiczna gra komputerowa z elementami czasu rzeczywistego, stworzona przez studio Paradox Interactive, znane z serii gier takich jak Europa Universalis czy Hearts of Iron. Od 2013 roku gra dostępna jest także w mobilnych wersjach na systemy Android i iOS. Osadzona jest w realiach starożytnego Rzymu i koncentruje się na kampaniach militarnych prowadzonych przez różne frakcje historyczne.

## Fabuła
Akcja gry toczy się w okresie ekspansji starożytnego Rzymu. Zadaniem gracza jest zjednoczenie lub podbicie dostępnych krain poprzez udział w jednej z kilku kampanii:
- Zjednoczenie Italii – kampania rozgrywana na terenach Półwyspu Apenińskiego (obszary współczesnej Italii),
- Południowa Brytania – obszary współczesnej Walii i Anglii,
- Wojny galijskie – tereny dzisiejszej Francji,
- Północna Brytania – kontynuacja podboju Wysp Brytyjskich,
- Podbój Hiszpanii – walka z plemionami zamieszkującymi Półwysep Iberyjski,
- Samouczek – mapa treningowa.

W kampaniach można wybrać dowolne dostępne plemię i stawić czoła najeźdźcom z Italii.

## Rozgrywka

### Mechanika
Gracz zarządza starożytnymi miastami, dbając o rozwój ekonomiczny, militarny i dyplomatyczny. Organizuje zdobywanie surowców (żywność, drewno i żelazo), rozbudowuje miasta poprzez budowę obiektów użyteczności publicznej (łaźnie i kaplice), szkoli dostępne wojska oraz prowadzi działania wywiadowcze i dyplomatyczne. Celem jest opanowanie co najmniej 40% obszaru mapy oraz uzyskanie przewagi liczebnej nad rywalami (25% więcej miast niż posiada najsilniejszy przeciwnik).

### Bitwy
Bitwy rozgrywane są w czasie rzeczywistym. Przed starciem gracz, w zależności od poziomu wywiadu, może ustawić formacje wojsk i zaplanować manewry. Istnieje możliwość zmiany formacji, szybkości ataku oraz czasu oczekiwania przed natarciem. Po rozpoczęciu walki wydawanie rozkazów nie jest już możliwe – mechanika gry stawia na realizm historyczny. Zachowana została zależność między jednostkami: kawaleria z łatwością tratuje oddziały łuczników, lecz zatrzymuje się w starciu z falangą hoplitów. Rodzaj terenu wpływa na skuteczność jednostek – na przykład ciężkozbrojna piechota traci efektywność na bagnach. W jednej bitwie może uczestniczyć do 16 000 żołnierzy.

### Jednostki i budynki
Każda frakcja dysponuje charakterystycznymi jednostkami (np. Rzym – legiony, Grecja – hoplitów) oraz unikalnymi budynkami. Jednostki różnią się parametrami takimi jak morale, mobilność, opancerzenie i dyscyplina. Z czasem zdobywają doświadczenie, co wpływa na ich skuteczność bojową.

## Wydanie
21 lutego 2008 roku miała miejsce premiera edycji Legion Gold, stworzonej przez Slitherine Software. Wersja ta wprowadziła ulepszenia w zakresie dyplomacji, ekonomii, interfejsu i zarządzania miastami; dodano również nowe kampanie, jednostki i budynki.
12 marca 2013 roku ukazała się wersja mobilna gry na systemy Android i iOS, opracowana przez Matrix Games. Ulepszono warstwę taktyczną i strategiczną, rozbudowano dyplomację, zwiększono liczbę poziomów trudności oraz poprawiono interfejs użytkownika.

## Odbiór
Wersja na PC zebrała mieszane recenzje. Recenzent serwisu Gry-Online pochwalił stabilność techniczną gry, jednak skrytykował nieintuicyjny interfejs oraz niejasne opisy jednostek i budynków, co utrudnia podejmowanie trafnych decyzji. Negatywnie oceniono również niską rozdzielczość, ograniczoną liczbę rozkazów oraz monotonną oprawę dźwiękową.
Wersja mobilna została przyjęta bardziej pozytywnie. Recenzenci TouchArcade i Pocket Tactics chwalili głębię strategiczną, mechanikę braku kontroli podczas bitwy oraz realistyczne przedstawienie jednostek i frakcji. Krytyce poddano jednak ograniczony system zapisu gry oraz konieczność zapoznania się z instrukcją w formacie PDF.